# Отворени универзитет Израела
Отворени универзитет Израела (хебр. האוניברסיטה הפתוחה) је државни универзитет по систему образовања на даљину са седиштем у Ранани. Јединствен је по томе што за упис на основне студије није потребан матурски испит, психометријски испит или други пријемни испит.